# Gian Domenico Pisapia
(Gian Domenico Pisapia ad Antonio Di Pietro)
Gian Domenico Pisapia (Caserta, 22 febbraio 1915 – Milano, 25 febbraio 1995) è stato un avvocato e giurista italiano.

## Biografia
Nato a Caserta nel 1915, figlio di un bancario, Giovanni, e di Gemma Dolores Orlandella, si laureò con lode in Giurisprudenza all'Università degli Studi di Napoli Federico II già nel 1935, avendo come professore Vincenzo Manzini, di cui fu anche assistente. Fu costretto a rinunciare alla carriera nell'Avvocatura dello Stato perché rifiutò di prestare giuramento al Partito Nazionale Fascista. Nel 1938 si laureò in Filosofia, e nel 1942 conseguì la libera docenza in Diritto penale. Divenuto finalmente avvocato, sposò Margherita Agnoletto, di San Giorgio su Legnano, sorella del medico Carlo Augusto Agnoletto (padre di Vittorio Agnoletto), ed ebbe da lei sette figli: Donatella, Guido, Gianvittorio, Giuliano, Dolores, Giorgio e Giuseppe.
Dal 1951 fu professore di Diritto e procedura penale all'Università degli Studi di Modena, sostituendo Marcello Finzi, poi presso la Statale di Milano dal 1961 al 1985.
Dal 1975 fu presidente della commissione ministeriale che elaborò nel 1988 l'attuale Codice di procedura penale. In precedenza aveva presieduto un'analoga commissione, che nel 1978 allestì un progetto di codice di procedura civile che tuttavia non fu mai approvato. Condirettore di diverse riviste specialistiche, fu autore del diffusissimo Compendio di Procedura Penale e di saggi sul segreto istruttorio, sul reato continuato e sui delitti contro la famiglia.
Come avvocato, partecipò a numerosi processi che ebbero risonanza nazionale, tra cui quello sul caso SIFAR in cui assunse la difesa di Eugenio Scalfari e Lino Jannuzzi contro la querela del generale Giovanni De Lorenzo, il caso del disastro del Vajont e quello del giornale studentesco La zanzara. Fu inoltre uno dei legali di Massimo Carlotto e Adriano Sofri. Ha collaborato con Giovanni Conso, Giuliano Vassalli e Vittorio Grevi. 
L'11 febbraio 1994, candidato a Milano al Senato con l'Alleanza dei Progressisti nel collegio Milano 2, raggiunse il 26,6% dei voti ma non risultò eletto a causa della vittoria di Giancarlo Pagliarini del Polo delle Libertà. Morì un anno dopo, il 25 febbraio 1995, e venne sepolto nella tomba di famiglia presso il cimitero di Lambrate. 
Il quarto figlio, Giuliano Pisapia, nato nel 1949, avvocato, ha avuto una carriera politica come deputato eletto con il Partito della Rifondazione Comunista dal 1996 al 2006, e come sindaco di Milano dal 2011 al 2016.
È stato presidente del Rotary Club di Milano, il più antico club Rotary d'Italia, per gli anni sociali 1986-87 e 1987-88.

## Opere
- Delitti contro la famiglia (1953)
- Disposizioni penali in materia di società e consorzi (1956)
- Il segreto istruttorio nel processo penale (1960)
- Compendio di procedura penale (1975)
- Istituzioni di diritto penale (1975)
- Nuovo codice di procedura penale (1988) - Pisapia e altri
- Lineamenti del nuovo processo penale (1989)

## Fonti
- Gian Domenico Pisapia sul sito dell'Enciclopedia Treccani
- Giandomenico Pisapia dice sì ai progressisti, su archiviostorico.corriere.it.
- Addio al padre del nuovo processo, su archiviostorico.corriere.it.